# Gori (Géorgie)
Pour les articles homonymes, voir Gori.
Gori (გორი en géorgien) est une ville industrielle située en Géorgie, dans la région de Kartlie intérieure. Située à la confluence des rivières Liakhvi et Koura, la ville fut fondée par un des plus grands rois de Géorgie, David le Bâtisseur (1089-1125). Sa population s'élève à 50 000 habitants. La vieille ville a été en grande partie détruite lors d'un tremblement de terre en 1920.
Gori est le lieu de naissance de Joseph Staline (1878). Elle a un musée concernant sa vie (avec quelques-uns de ses objets personnels comme sa voiture de chemin de fer personnelle) ; une statue du dictateur a été déboulonnée le 25 juin 2010. Cependant, il résulte une statue à son effigie dans le parc situé face au musée, ainsi qu’à l’intérieur de l’édifice.

## Description de la ville
La ville est dominée par la forteresse médiévale de Goristsikhe (en). À proximité se trouve l'ancienne ville troglodytique d'Ouplistsikhé et dans les environs l'église d'Atenis Sioni, qui date du VIIe siècle.
En août 2008, lors de la deuxième guerre d'Ossétie du Sud, elle fut bombardée et par la suite occupée par les forces armées russes.

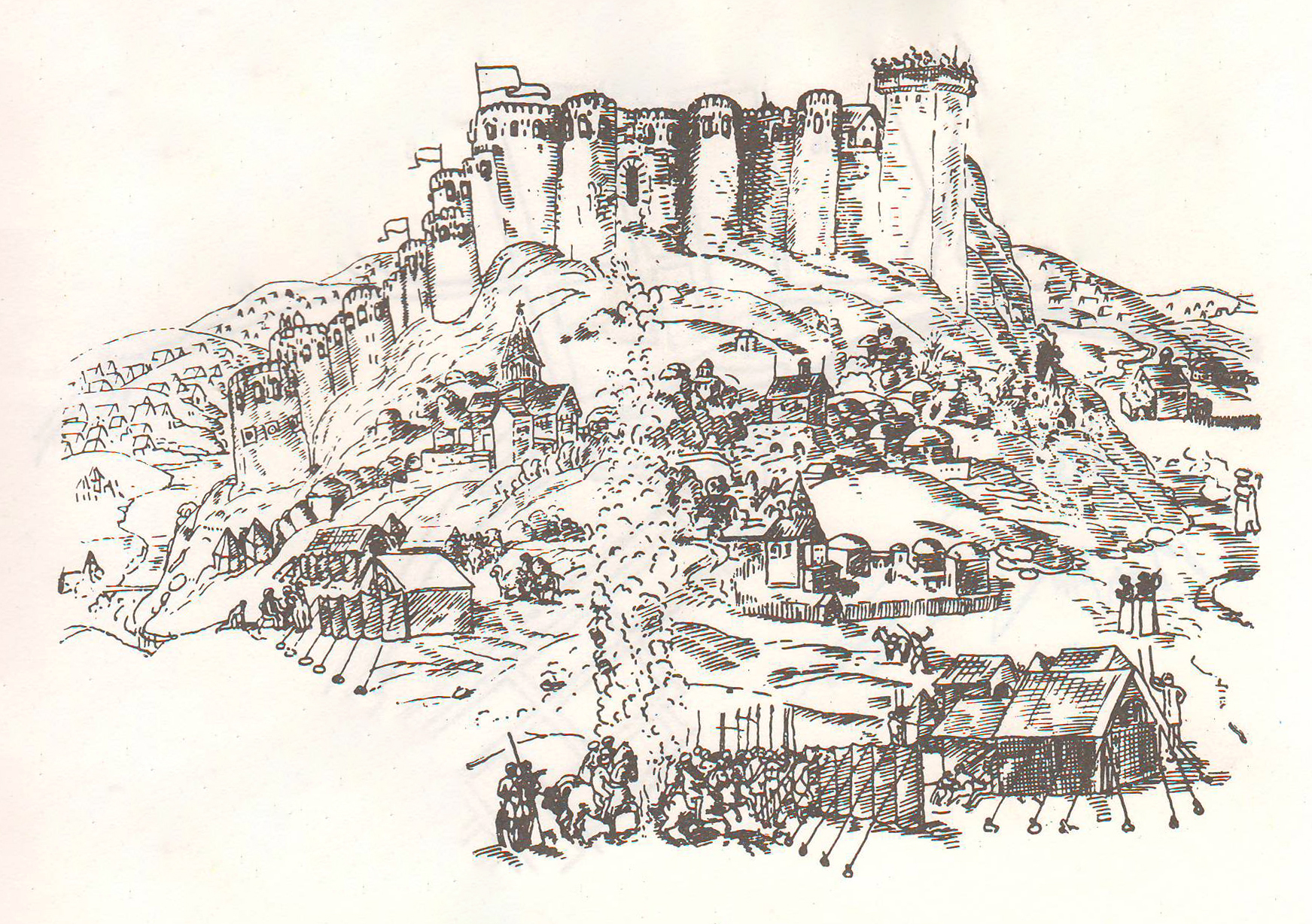
La forteresse de Gori en 1642, par le missionnaire italien Cristoforo di Castelli
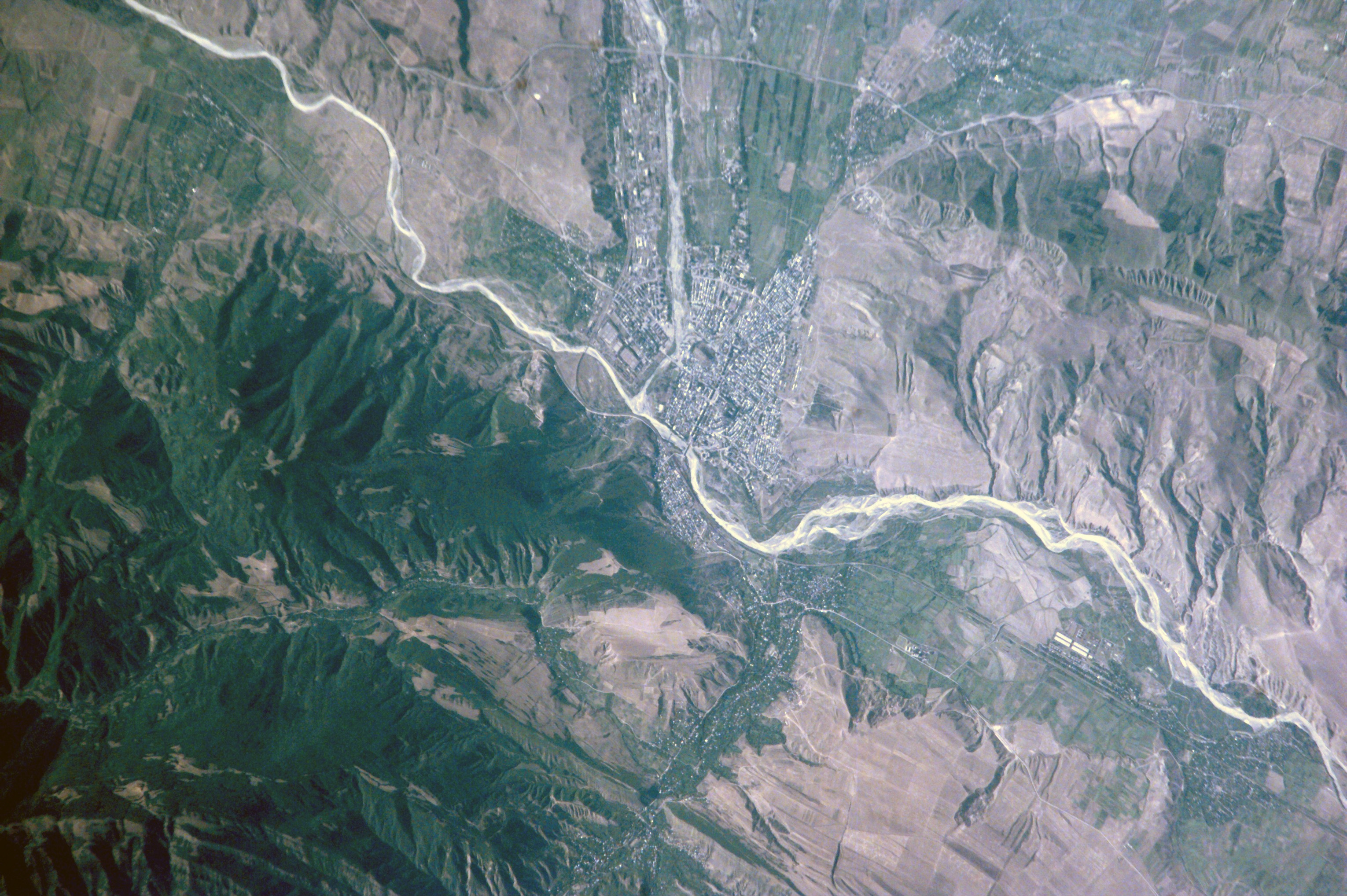
Gori vu depuis la Station spatiale internationale
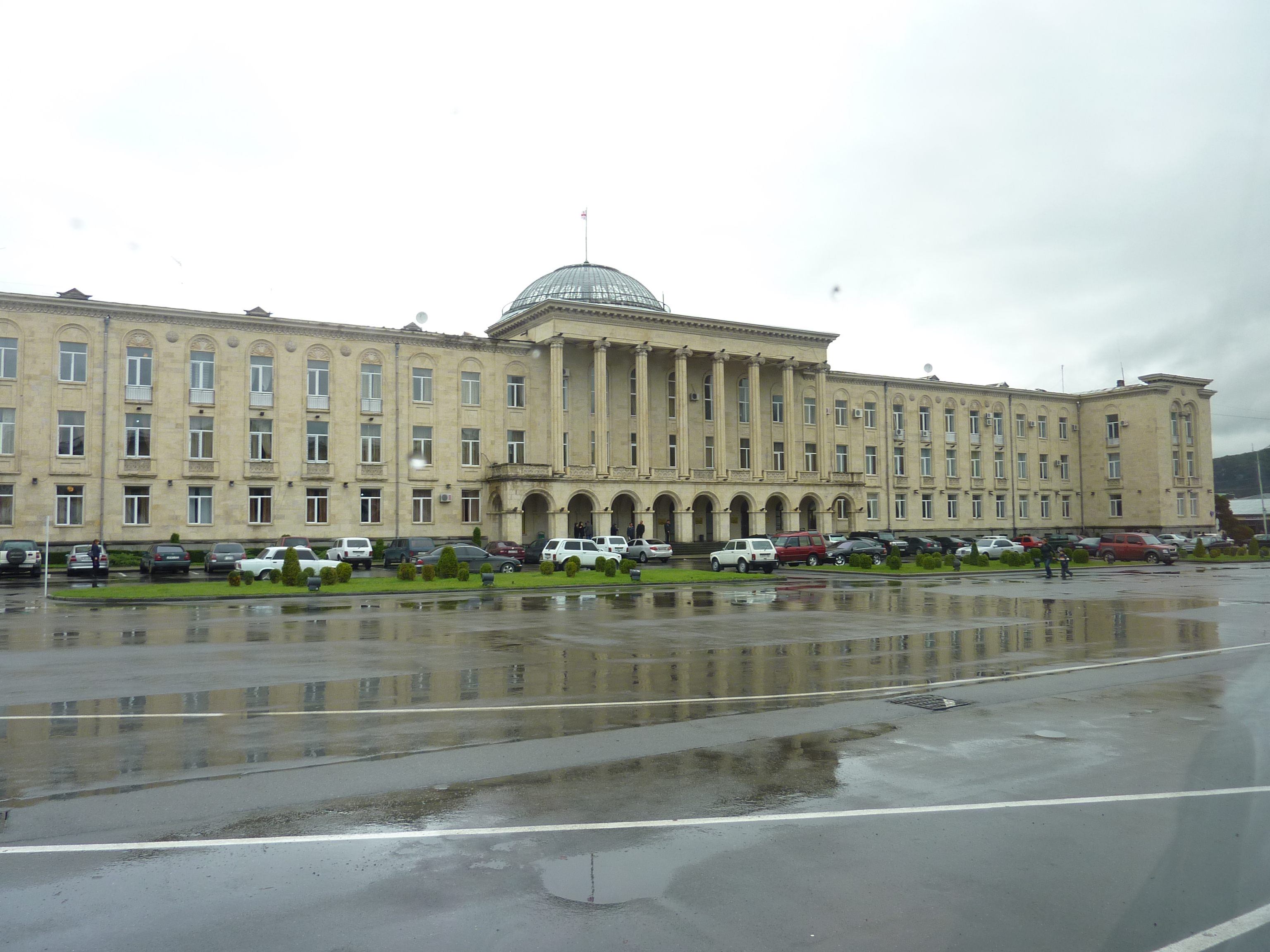
L'hôtel-de-ville de style stalinien

## Le musée Staline

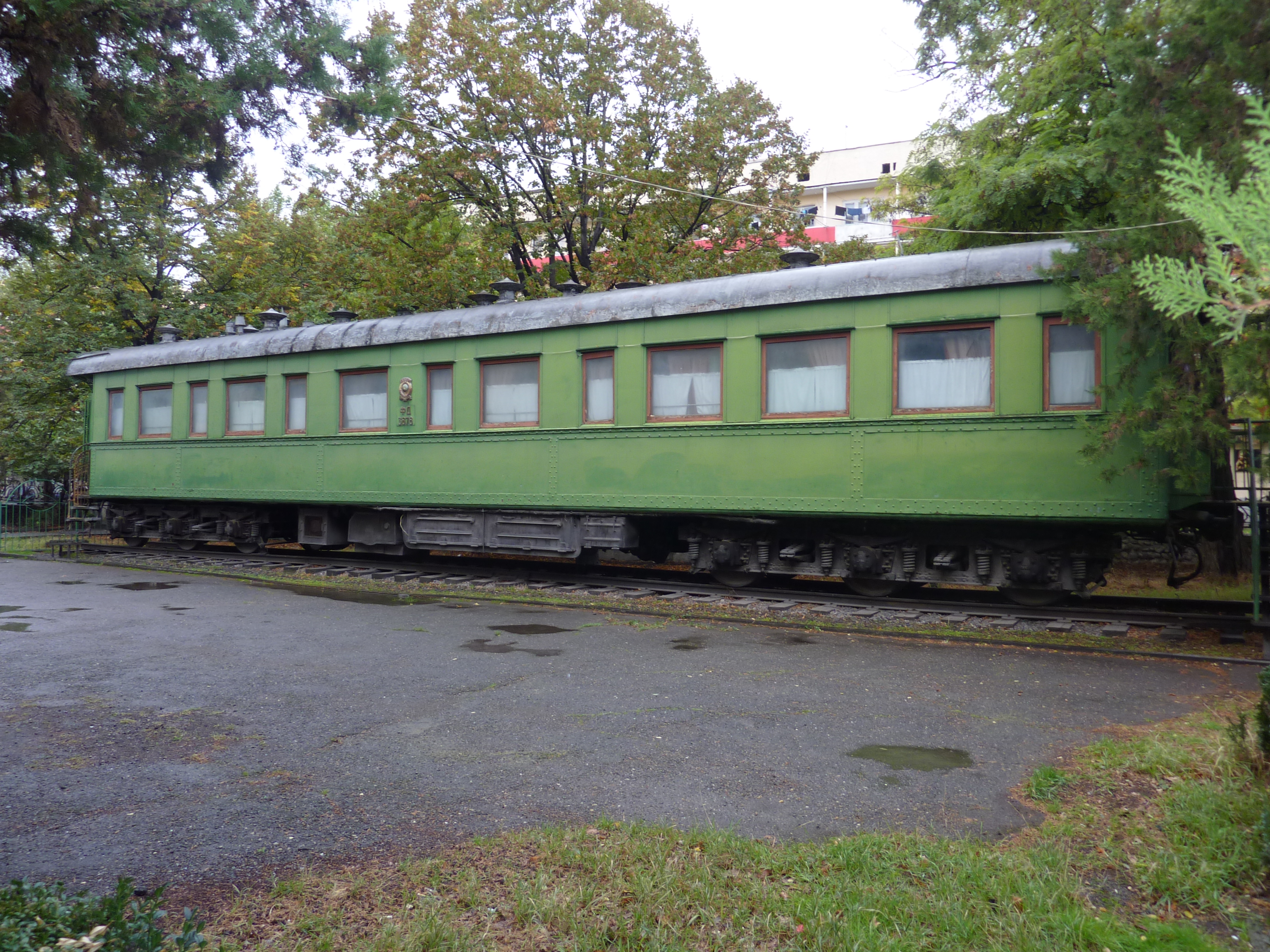
La voiture de chemin de fer de Staline (musée Staline de Gori).
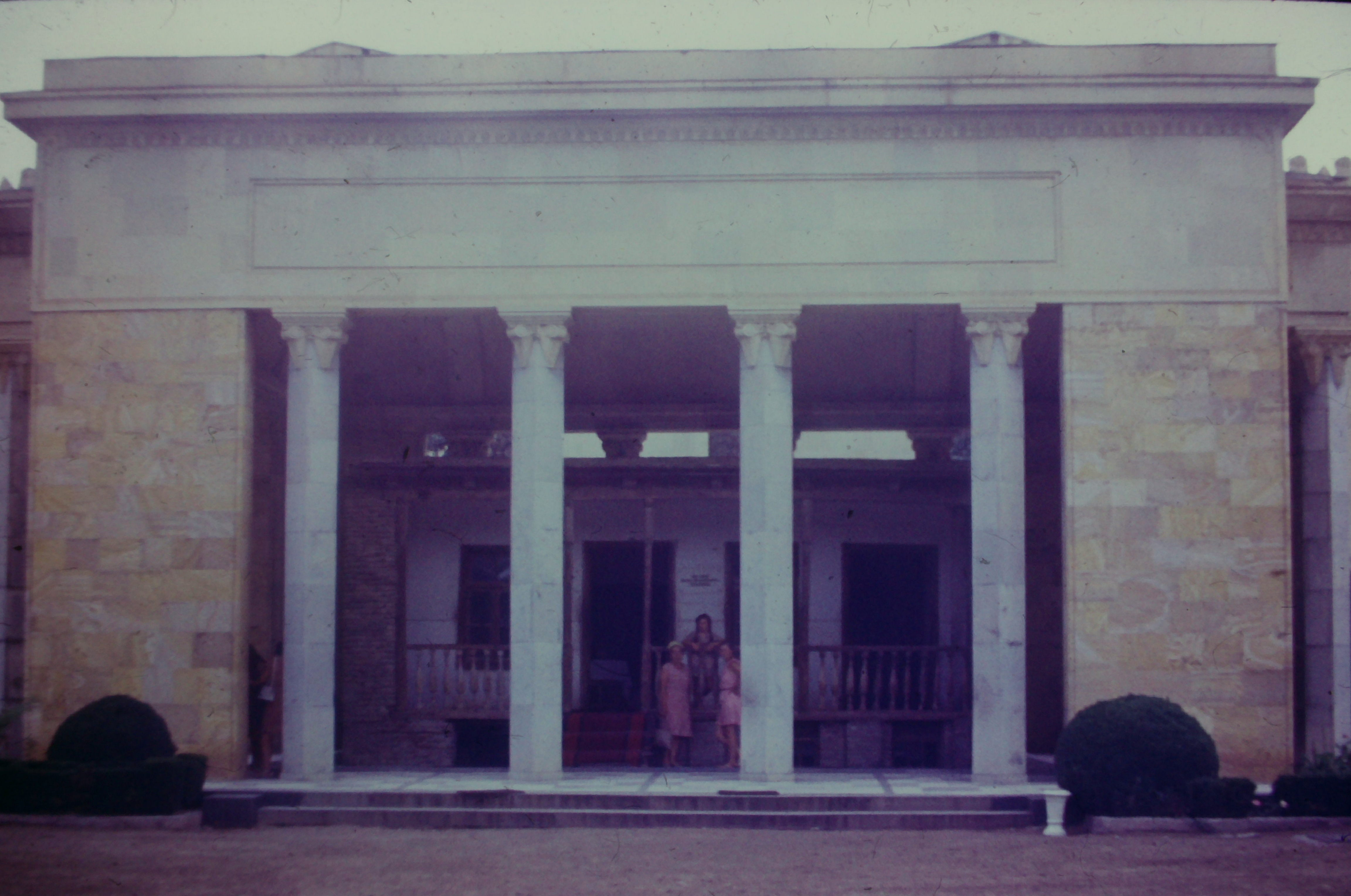
La maison où Staline est né à Gori.

## Jumelages
| Ville | Ville     | Pays | Pays    | Période                |
| ----- | --------- | ---- | ------- | ---------------------- |
|       | Białystok |      | Pologne |                        |
|       | Lod       |      | Israël  | depuis 1996            |
|       | Loutsk    |      | Ukraine | depuis le 23 août 2008 |

## Personnalités liées à la ville
- Giorgi Eristavi, poète, dramaturge et journaliste, est mort à Gori.
- Joseph Davrichachvili (1882-1975) né à Gori, révolutionnaire, aviateur et écrivain franco-géorgien, possible demi-frère de Staline.
- Joseph Staline (1878-1953), homme politique révolutionnaire, est né à Gori
- Vano Mouradeli (1908-1970) compositeur soviétique né à Gori.
- Boris Zoumboulidze (1905-2000) - Héros de l'Union soviétique, est né à Gori
- Georgi Kandelaki (1974) -   boxeur géorgien, est né à Gori
- Niko Lomouri (1852-1915) - Écrivain et éducateur géorgien, est né à Gori
- Merab Mamardashvili (1930-1990) - philosophe géorgien, est né à Gori
- Matchavariani Aleksandr Davidovitch (1913-1995) - Compositeur et chef d'orchestre géorgien, est né à Gori
- Edouard Mirzoyan (1921-2012) – compositeur, est né à Gori
- Alexandre Nadiradzé (1914-1987) -  Inventeur, designer et ingénieur, est né à Gori
- Tsintsadze Soulkhan (1925-1991) - compositeur géorgien, est né à Gori
- Vazha Tarkhnishvili (1971) -  footballeur géorgien, est né à Gori

## En littérature
- Lieu important du roman de Kéthévane Davrichewy, L'Autre Joseph (2016), prix des Deux Magots 2017